# Maserati 222 4v
Der Maserati 222 4v ist ein zweitüriger Sportwagen des italienischen Automobilherstellers Maserati, der von 1991 bis 1994 auf dem internationalen Markt angeboten wurde. Er gehört aus technischer und stilistischer Sicht zur Biturbo-Familie und ergänzte als besonders leistungsstarkes Modell das ebenfalls für außeritalienische Märkte vorgesehene Coupé 222 E. Wesentliches Unterscheidungsmerkmal war der neu entwickelte Motor des 222 4v, der bei gleichem Hubraum von 2,8 Litern einen Zylinderkopf mit vier Ventilen aufwies, während der 222 E nur drei Ventile pro Zylinder hatte. Der 222 4v ist vom 2.24 v zu unterscheiden, der einen Vierventilmotor mit 2,0 Litern Hubraum hatte und dem italienischen Markt vorbehalten blieb.

## Entstehungsgeschichte
Der Maserati 222 4v ist konzeptionell auf den 1981 vorgestellten Biturbo zurückzuführen. Mit dem Biturbo wollte der argentinische Unternehmer Alejandro De Tomaso, seit 1975 Eigentümer des Unternehmens, den traditionsreichen Sportwagenhersteller im Bereich der Serienproduzenten etablieren. Bis dahin hatte unter anderem die italienische Steuergesetzgebung einer größeren Verbreitung der Maserati-Modelle entgegengestanden, die Automobile mit einem Hubraum von 2000 cm³ und mehr mit einer Umsatzsteuer von 38 Prozent belegte, während Fahrzeuge mit geringerem Hubraum lediglich mit 19 Prozent besteuert wurden. Mit dem Biturbo umging Maserati dieses Problem, indem das Auto einen knapp 2,0 Liter großen Sechszylindermotor erhielt, der zur Leistungssteigerung mit zwei Turboladern ausgestattet war. Auf Exportmärkten bot Maserati allerdings ab 1983 eine auf 2,5 Liter Hubraum vergrößerte Version an. Sowohl die Export- als auch die Italienversion des Biturbo entwickelte sich in den folgenden Jahren schrittweise weiter: 1983 stellte Maserati beiden Versionen eine leistungsgesteigerte S-Variante zur Seite (Biturbo S für Italien, Biturbo ES für den Export), 1986 wurde für alle Versionen eine Benzineinspritzung eingeführt (Biturbo i bzw. Si für Italien, Biturbo iE und 2500 Si für den Export). Zum Modelljahr 1988 wurde der Biturbo zum Modell 222 weiterentwickelt; die Exportversion hieß 222 E. Der Motor dieser Basisversionen hatte nach wie vor drei Ventile pro Zylinder. Für den italienischen Markt konstruierte Maserati einen neuen Motor, der einen Vierventilkopf und insgesamt 24 Ventile hatte. Dieser 2,0 Liter große Motor (werksintern: Tipo AM 475) erschien Anfang 1989 im Modell 2.24 v, das auf dem italienischen Markt eine leistungsstärkere Alternative zum 222 darstellte. Für die Exportfahrzeuge, die inzwischen von einem 2,8 Liter großen Sechszylindermotor angetrieben wurden, gab es in den Jahren 1988 bis 1990 keine leistungsgesteigerte Variante. Erst zum Modelljahr 1991 präsentierte Maserati eine Vierventil-Version dieses großen Motors. Er wurde im neu vorgestellten Modell 222 4v eingesetzt, 

## Positionierung im Programm der Marke
Der 222 4v war in Maseratis Exportprogramm die leistungsstärkere Alternative zum regulären 222 E. Seine Stellung zum 222 E entsprach der, die der 2.24 v auf dem italienischen Markt zum 222 hatte. Zur gleichen Zeit erschien mit dem 430 4v auch eine viertürige Version des 222 4v für die Exportmärkte.

## Modellbeschreibung

### Karosserie

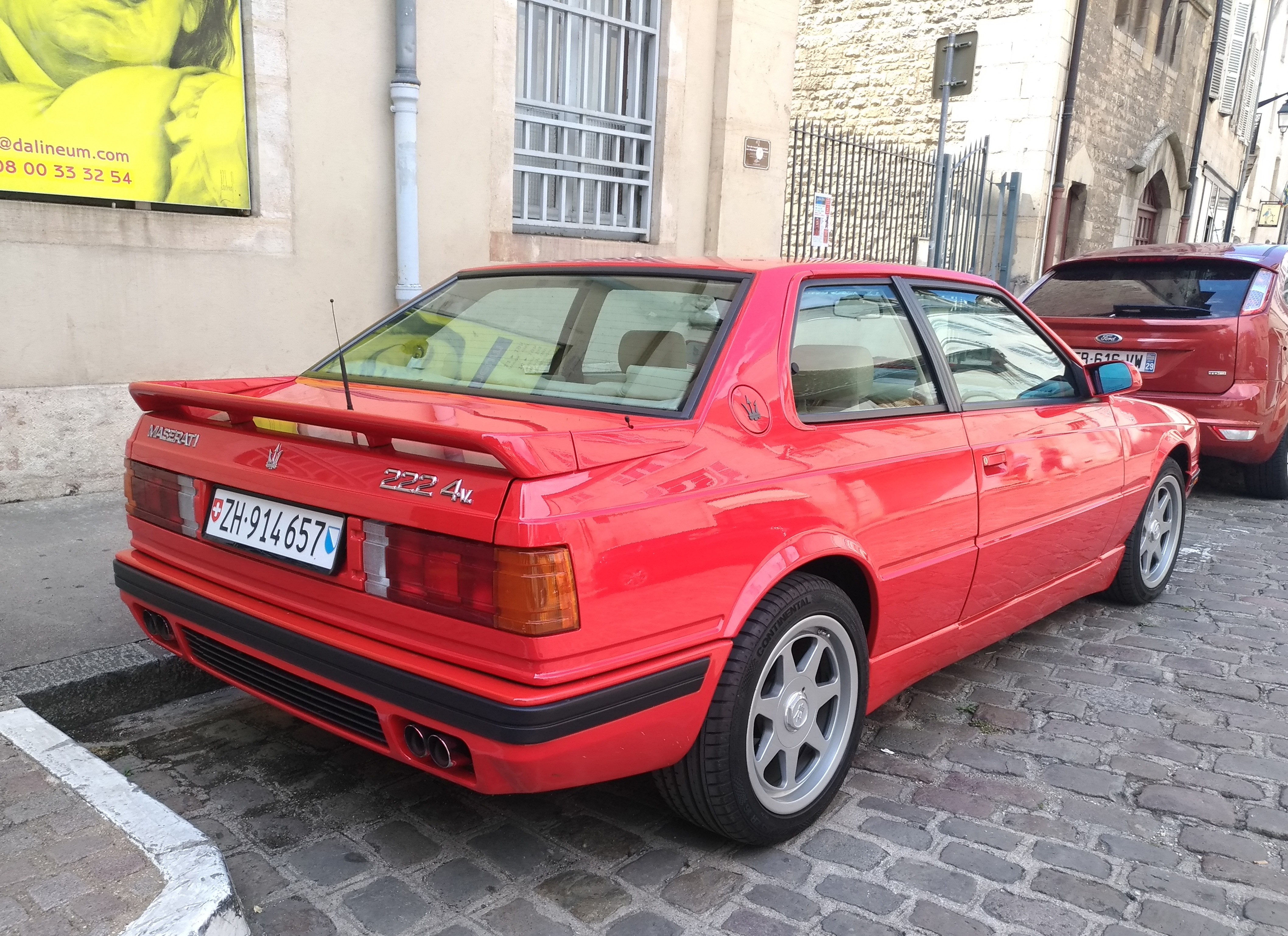
222 4v

Der Maserati 222 4v war ein zweitüriges Coupé mit Stufenheckaufbau. Die selbsttragend ausgelegte Karosserie entsprach stilistisch und in der Struktur der der leistungsschwächeren Coupés 222 und 222 E, die ihrerseits Weiterentwicklungen des zweitürigen Biturbo von 1981 waren. Zum Modelljahr 1991 hatte Marcello Gandini die ursprünglich von Pierangelo Andreani entworfene Karosserie erneut überarbeitet, nachdem bereits 1988 einige Detailmodifikationen durchgeführt worden waren. Die Grundstruktur blieb erhalten. Allerdings erhielten nun alle Maserati-Modelle die markante Frontmaske des Shamal, zu der vordere Leuchteinheiten gehörten, die aus eckigen und runden Elementen kombiniert waren. Hinzu kam ein Windabweiser am unteren Ende der Windschutzscheibe, der die Scheibenwischer überdeckte. Sämtliche Zusatzkomponenten wie Spoiler und Schürzen, aber auch die Kühlermaske waren nun in Wagenfarbe lackiert. Während die Basisversion der Exportmodelle (222 E, SE und SR) entsprechend angepasst wurde, hatte der Vierventiler 222 4v bereits bei seiner Markteinführung diese Optik.

### Motor und Antrieb
Die werksintern Tipo 477 genannte Vierventil-Variante des 2,8-Liter-Motors hatte einen vollständig neu konstruierten Zylinderkopf. Jede Zylinderreihe hatte jetzt zwei obenliegende Nockenwellen. Die Nockenwellen auf der Auslassseite trieben über Steuerketten die Nockenwellen auf der Einlassseite an. Der Motor war mit 7,4 : 1 geringfügig niedriger verdichtet als der Dreiventiler im 222 (7,8 : 1). Die Motorleistung erhöhte sich von 165 kW (225 PS) beim regulären Maserati 222 E auf 205 kW (279 PS), die bei 5500 Umdrehungen pro Minute anfielen. Die Höchstgeschwindigkeit lag damit bei mehr als 255 km/h. Die Kraftübertragung übernahm zunächst, wie bei den anderen Maserati-Modellen auch, ein handgeschaltetes Fünfganggetriebe von Getrag.

### Fahrwerk
Der 222 4v hatte Stoßdämpfer von Koni, die  vom Innenraum aus verstellbar waren. der Fahrer konnte zwischen vier vorgegebenen Einstellungen wählen. Die Reifen waren von und hinten unterschiedlich groß. Vorn hatten sie die Dimension 205/45 ZR 16, hinten 225/45 ZR 16. Maserati versuchte auf diese Weise, die Vorderlastigkeit des Fahrzeugs auszugleichen.

## Produktion
In drei Jahren entstanden lediglich 130 Maserati 222 4v. Er gehört damit zu den seltensten Mitgliedern der Biturbo-Familie; lediglich vom 4.18 v entstanden noch weniger Fahrzeuge. Vom 2.24 v, der Vierventilversion für den italienischen Markt, fertigte Maserati 1147 Exemplare.